# Hertha Genzmer
Hertha Genzmer (* 25. Oktober 1896 in Halle (Saale); † 2. Februar 1971 in Wiesbaden) war eine deutsche Schauspielerin, Rezitatorin und die Gründerin der Schauspielschule Genzmer.

## Leben
Hertha Genzmer war eine Tochter des Städtebauers und Hochschullehrers Ewald Genzmer (1856–1932), Stadtbaurat in Halle (Saale) (1892–1904), Prof. für Städtebau und städtischen Tiefbau an der TH Danzig (1904–1911) und an der TH Dresden (1911–1921) und der Marie geb. Paxmann (1860–1897).
Hertha Genzmer erhielt ihr erstes Engagement in Dresden (Albert-Theater), danach in Frankfurt am Main und Hamburg-Altona. Von 1922 bis 1947 war sie am Staatstheater in Wiesbaden, später als Gast an verschiedenen Häusern tätig. Sie war als Rezitatorin mit eigenen Abenden, in Funk, Synchronisation und Fernsehen tätig (u. a. Rolle Martha in Die Firma Hesselbach).
Im Jahr 1952 gründete sie die Schauspielschule Genzmer e. V. 
1960 erhielt sie einen Lehrauftrag an der Staatlichen Hochschule für Musik und Darstellende Kunst Frankfurt am Main. Sie war viele Jahre Mitglied der Prüfungskommission in der Genossenschaft deutscher Bühnenangehörigen Frankfurt am Main.

## Auszeichnungen
- 1957 wurde ihr die Goethe-Plakette verliehen für „Verdienste als Schauspielerin und Rezitatorin, Lehrerin für Schauspielkunst und Sprecherziehung“
- 1962 wurde sie mit der Goldenen Ehrennadel der Genossenschaft Deutscher Bühnenangehörigen ausgezeichnet.
- 1966 erfolgte die Verleihung des Verdienstkreuzes 1. Klasse der Bundesrepublik Deutschland in „Anerkennung der um Staat und Volk erworbenen Dienste“